# Lijst van voetbalinterlands Laos - Malediven
Deze lijst van voetbalinterlands is een overzicht van alle officiële voetbalwedstrijden tussen de nationale teams van Laos en de Malediven. De landen hebben tot op heden drie keer tegen elkaar gespeeld. De eerste ontmoeting, een kwalificatiewedstrijd voor de Azië Cup 2019, vond plaats in Malé op 6 september 2016. Het laatste duel, een vriendschappelijke wedstrijd, vond plaats op 24 september 2022 in Bandar Seri Begawan (Brunei).

## Wedstrijden
| № | Plaats              | Datum             | Competitie                 | Wedstrijd        | Uitslag |
| - | ------------------- | ----------------- | -------------------------- | ---------------- | ------- |
| 1 | Malé                | 6 september 2016  | Azië Cup 2019 kwalificatie | Malediven − Laos | 4 − 0   |
| 2 | Vientiane           | 11 oktober 2016   | Azië Cup 2019 kwalificatie | Laos − Malediven | 1 − 1   |
| 3 | Bandar Seri Begawan | 24 september 2022 | Vriendschappelijk          | Laos − Malediven | 1 − 3   |

## Samenvatting
| Competitie            | Totaal gespeeld | Winst Laos | Gelijk | Winst Malediven | Doelsaldo Laos – Malediven |
| --------------------- | --------------- | ---------- | ------ | --------------- | -------------------------- |
| Azië Cup-kwalificatie | 2               | 0          | 1      | 1               | 1 − 5                      |
| Vriendschappelijk     | 1               | 0          | 0      | 1               | 1 − 3                      |
| Totaal                | 3               | 0          | 1      | 2               | 2 − 8                      |

LFF · 
A-internationals · 
Laotiaans vrouwenelftal
1960 – 1969 · 
1970 – 1979 · 
1980 – 1989 · 
1990 – 1999 · 
2000 – 2009 · 
2010 – 2019 ·
2020 − 2029
Afghanistan ·
Bangladesh ·
Bhutan ·
Brunei ·
Cambodja ·
China ·
Filipijnen ·
Guam ·
Hongkong ·
India ·
Indonesië ·
Iran ·
Jordanië ·
Kazachstan ·
Koeweit ·
Lesotho ·
Libanon ·
Macau ·
Malediven ·
Maleisië ·
Mongolië ·
Myanmar ·
Nepal ·
Oman ·
Oost-Timor ·
Qatar ·
Saoedi-Arabië ·
Singapore ·
Sri Lanka ·
Syrië ·
Taiwan ·
Thailand ·
Turkmenistan ·
Verenigde Arabische Emiraten ·
Vietnam ·
Zuid-Korea ·
Zuid-Vietnam
FAM · A-internationals · Maldivisch vrouwenelftal
1980 - 1989 · 
1990 - 1999 · 
2000 – 2009 · 
2010 – 2019 ·
2020 − 2029
Afghanistan ·
Bahrein ·
Bangladesh ·
Bhutan ·
Brunei ·
Cambodja ·
China ·
Comoren ·
Filipijnen ·
Guam ·
Hongkong ·
India ·
Indonesië ·
Iran ·
Jemen ·
Kirgizië ·
Laos ·
Libanon ·
Maleisië ·
Mauritius ·
Mongolië ·
Myanmar ·
Nepal ·
Oezbekistan ·
Oman ·
Pakistan ·
Palestina ·
Qatar ·
Seychellen ·
Singapore ·
Sri Lanka ·
Syrië ·
Tadzjikistan ·
Thailand ·
Turkmenistan ·
Vietnam ·
Zuid-Korea